# کاپیتان ژنرال
کاپیتان ژنرال (انگلیسی: Captain general) (و معادل تحت اللفظی آن در چندین زبان) یک عنوان عالی درجه نظامی درجه افسر ژنرال و عنوان فرماندار) است.
اصطلاح «کاپیتان ژنرال» در قرن چهاردهم با معنی فرمانده کل قوا (یا ناوگان) ظاهر شد که احتمالاً اولین استفاده از اصطلاح ژنرال در سلسله مراتب نظامی است.